# أنطونيو روساتي
انتونيو روساتي (بالإيطالية: Antonio Rosati)‏ (26 يونيو 1983 بتيفولي في إيطاليا - ) هو لاعب كرة قدم إيطالي في مركز حراسة المرمى. لعب مع فيورنتينا ونادي بيروجيا ونادي ساسولو ونادي ليتشي ونادي نابولي وايه إس دي سامبينديتيس كالتشيو ‏.

## وصلات خارجية
- انتونيو روساتي على موقع الاتحاد الأوربي (الإنجليزية)
- انتونيو روساتي على موقع قاعدة بيانات كرة القدم.إي يو (الإنجليزية)
- انتونيو روساتي على موقع Soccerway.com (الإنجليزية)
- انتونيو روساتي على موقع عالم كرة القدم.نت (الإنجليزية)
- انتونيو روساتي على موقع AS.com (الإسبانية)